# Popillia
Popillia är ett släkte av skalbaggar. Popillia ingår i familjen Rutelidae.

## Bildgalleri

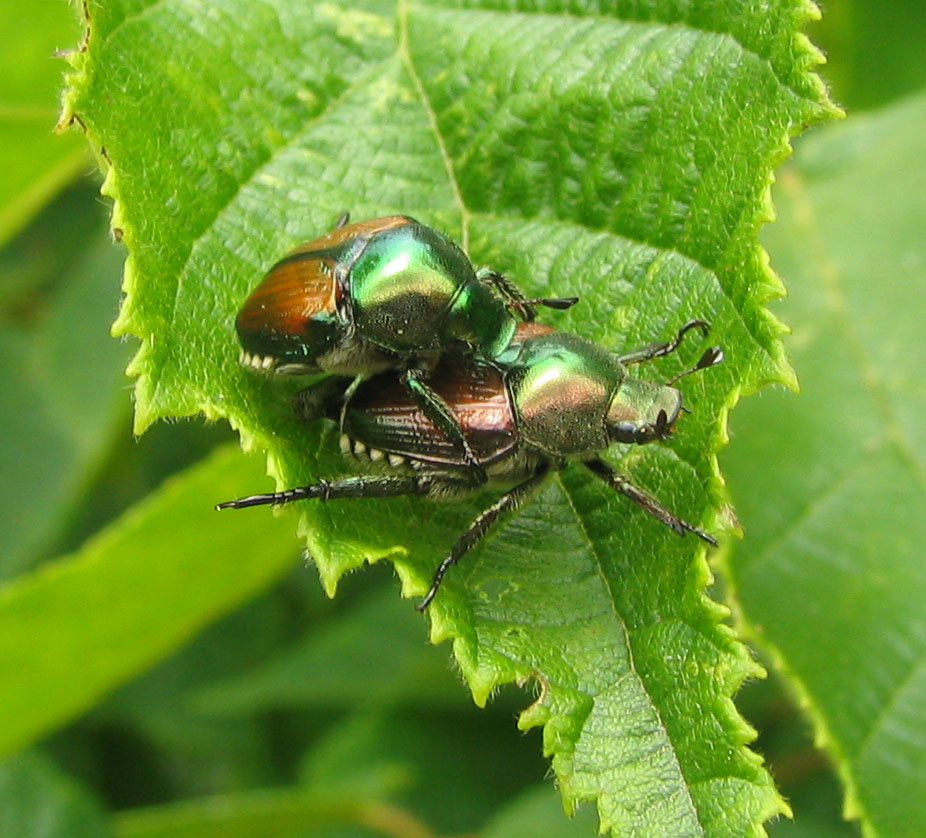
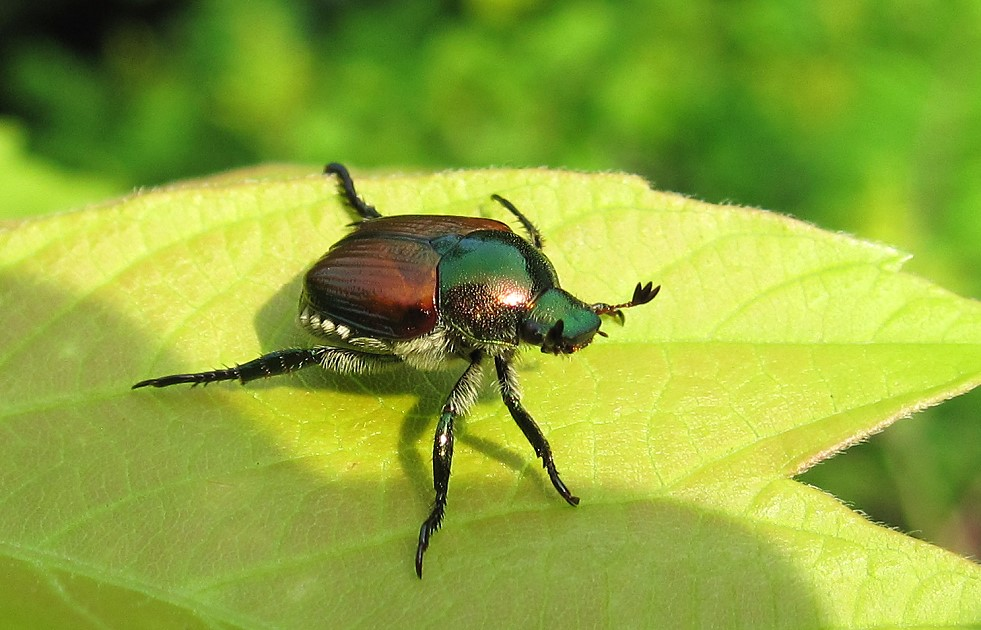
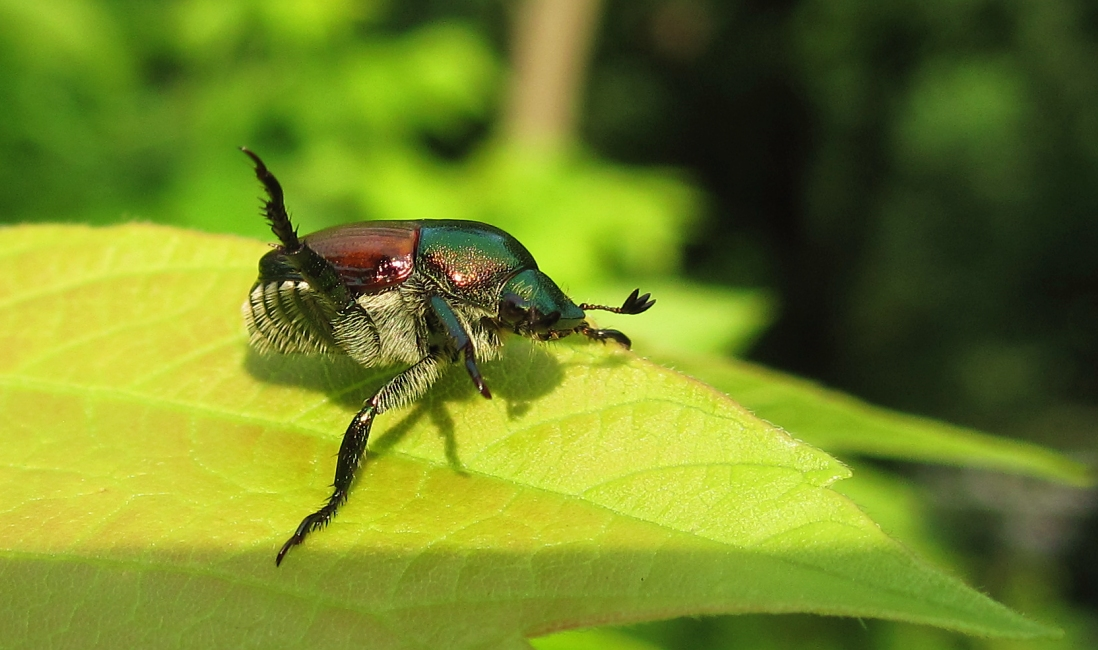

## Dottertaxa tillPopillia, i alfabetisk ordning[1]
- Popillia acuta
- Popillia adamas
- Popillia aenea
- Popillia aeneipennis
- Popillia aenescens
- Popillia albertina
- Popillia amabilis
- Popillia amitina
- Popillia andamanica
- Popillia angeli
- Popillia angolana
- Popillia angulicollis
- Popillia anomaloides
- Popillia anthracina
- Popillia ardoini
- Popillia atra
- Popillia atrocoerulea
- Popillia aurora
- Popillia avita
- Popillia baliana
- Popillia barbellata
- Popillia barrei
- Popillia basilewskyi
- Popillia baugneei
- Popillia beniana
- Popillia benitensis
- Popillia bennigseni
- Popillia bhutanensis
- Popillia bhutanica
- Popillia biguttata
- Popillia biimpressa
- Popillia bipunctata
- Popillia birmanica
- Popillia bisignata
- Popillia bitacta
- Popillia bogdanovi
- Popillia bouyeri
- Popillia brancucci
- Popillia browni
- Popillia bruersi
- Popillia brunnicollis
- Popillia burgeoni
- Popillia callewaerti
- Popillia callipyga
- Popillia cameruna
- Popillia camiadei
- Popillia candezei
- Popillia cerchnopyga
- Popillia cerinimaculata
- Popillia chalcocnemis
- Popillia chalcocnemisoides
- Popillia chinensis
- Popillia chirindana
- Popillia chlorion
- Popillia clypealis
- Popillia coerulea
- Popillia comma
- Popillia complanata
- Popillia congrex
- Popillia constanti
- Popillia constantioides
- Popillia cornelli
- Popillia costalis
- Popillia costipennis
- Popillia crassiuscula
- Popillia crenatipennis
- Popillia cribricollis
- Popillia cuprascens
- Popillia cupricollis
- Popillia cupripes
- Popillia curtipennis
- Popillia cyanea
- Popillia dajaka
- Popillia daliensis
- Popillia decellei
- Popillia decoenei
- Popillia demeyeri
- Popillia deplanata
- Popillia desfontainei
- Popillia desprogesi
- Popillia dichroa
- Popillia difficilis
- Popillia digennaroi
- Popillia dilutipennis
- Popillia discalis
- Popillia discissa
- Popillia distigma
- Popillia distinguenda
- Popillia dives
- Popillia djallonensis
- Popillia donckieri
- Popillia dorsigera
- Popillia dorsofasciata
- Popillia drumonti
- Popillia ducatrix
- Popillia eduardina
- Popillia ertli
- Popillia erythropus
- Popillia eximia
- Popillia expalescens
- Popillia faida
- Popillia fallaciosa
- Popillia felix
- Popillia felschei
- Popillia femoralis
- Popillia feroni
- Popillia fimbripes
- Popillia flavitarsis
- Popillia flavofasciata
- Popillia flavosellata
- Popillia flavotrabeata
- Popillia flexuosa
- Popillia foveicollis
- Popillia fukiensis
- Popillia gabonensis
- Popillia gedongensis
- Popillia gemma
- Popillia gerialis
- Popillia ghanaensis
- Popillia ghesquierei
- Popillia graminea
- Popillia graueri
- Popillia hainanensis
- Popillia hassoni
- Popillia hexaspila
- Popillia hilaris
- Popillia hirta
- Popillia hirtiventris
- Popillia hirtypyga
- Popillia histeroidea
- Popillia hymenalis
- Popillia hypselotropis
- Popillia imitans
- Popillia impressipyga
- Popillia insularis
- Popillia intermedia
- Popillia interpunctata
- Popillia isabellae
- Popillia iwasei
- Popillia jadoti
- Popillia japonica
- Popillia jolyi
- Popillia kanarensis
- Popillia kerkhofi
- Popillia kiwuana
- Popillia kolbei
- Popillia kolleri
- Popillia kraatzi
- Popillia laetans
- Popillia laevicollis
- Popillia laevis
- Popillia laeviscutula
- Popillia laevistriata
- Popillia lasiopyga
- Popillia latecostata
- Popillia latimaculata
- Popillia legalli
- Popillia leleupi
- Popillia lemoulti
- Popillia leonardi
- Popillia leptotarsa
- Popillia lerui
- Popillia lewisi
- Popillia ligulata
- Popillia limbatipennis
- Popillia lineata
- Popillia linpingi
- Popillia liturata
- Popillia livida
- Popillia longula
- Popillia lucida
- Popillia luteipennis
- Popillia macgregori
- Popillia maclellandi
- Popillia macularia
- Popillia mairessi
- Popillia manni
- Popillia marginicollis
- Popillia matertera
- Popillia maynei
- Popillia medleri
- Popillia meinhardti
- Popillia melanochlora
- Popillia melanoloma
- Popillia membranifera
- Popillia merkli
- Popillia migliaccioi
- Popillia miniatipennis
- Popillia minuta
- Popillia mokana
- Popillia molirensis
- Popillia mongolica
- Popillia morettoi
- Popillia mpalainensis
- Popillia muelleri
- Popillia mutabilis
- Popillia mutans
- Popillia nagaii
- Popillia nasuta
- Popillia nathani
- Popillia niijimae
- Popillia nitida
- Popillia njamensis
- Popillia nottrotti
- Popillia nubeculosa
- Popillia nyassica
- Popillia obliterata
- Popillia octogona
- Popillia ohausi
- Popillia opaca
- Popillia ovata
- Popillia oviformis
- Popillia oxypyga
- Popillia pachycnema
- Popillia parvula
- Popillia patkiana
- Popillia patricia
- Popillia petrarcai
- Popillia piattellai
- Popillia pilicollis
- Popillia pilicrus
- Popillia pilosa
- Popillia plagiata
- Popillia plagicollis
- Popillia planiuscula
- Popillia plifera
- Popillia princeps
- Popillia proneptis
- Popillia propinqua
- Popillia psilopyga
- Popillia pui
- Popillia pulchra
- Popillia pulchripes
- Popillia puncticollis
- Popillia pustulata
- Popillia quadriguttata
- Popillia quelpartiana
- Popillia revirescens
- Popillia ricchiardii
- Popillia richteri
- Popillia robichei
- Popillia rothschildti
- Popillia rotundata
- Popillia ruandana
- Popillia rubescens
- Popillia rubripes
- Popillia rubromaculata
- Popillia rufipes
- Popillia runsorica
- Popillia sabatinelli
- Popillia sandyx
- Popillia sankuruensis
- Popillia sanmenensis
- Popillia sauteri
- Popillia sauvageae
- Popillia scabricollis
- Popillia schenkeli
- Popillia schiltzi
- Popillia schizonycha
- Popillia schultzei
- Popillia scutellata
- Popillia sebastiani
- Popillia semiaenea
- Popillia semicuprea
- Popillia sequax
- Popillia serena
- Popillia seydeli
- Popillia sichuanensis
- Popillia signifera
- Popillia sikkimensis
- Popillia simlana
- Popillia smaragdina
- Popillia soror
- Popillia soulai
- Popillia spinipennis
- Popillia spinosa
- Popillia spoliata
- Popillia strigicollis
- Popillia strumifera
- Popillia subquadrata
- Popillia sulcata
- Popillia sulcipennis
- Popillia sumatrensis
- Popillia suturalis
- Popillia symmetrica
- Popillia taiwana
- Popillia tandallae
- Popillia testaceipennis
- Popillia timoriensis
- Popillia transversa
- Popillia trichiopyga
- Popillia trichocnemis
- Popillia tricholopha
- Popillia tristicula
- Popillia tullia
- Popillia uchidai
- Popillia ugandana
- Popillia uhligi
- Popillia ukambana
- Popillia unguicularis
- Popillia usanguana
- Popillia variabilis
- Popillia varicollis
- Popillia varicolor
- Popillia vastipes
- Popillia werneri
- Popillia versicolorea
- Popillia vignai
- Popillia vingerhoedti
- Popillia violaceipennis
- Popillia viridiaurata
- Popillia viridicyanea
- Popillia viridipes
- Popillia viridula
- Popillia viskensi
- Popillia wittmeri
- Popillia yacouba
- Popillia zerchei